# История на държавата и правото
История на държавата и правото е клон на правото.
Това е и правна учебна дисциплина, преподавана и изучавана в юридическите факултети на университетите. Тя е историко-правна дисциплина с предмет историческите закономерности в развитието, изграждането и формирането на държавата и правото.
Историята на държавата и правото изследва типовете и формите на държавност и право в исторически контекст.